# Kickboxer 4 – Meciul vieții
Kickboxer 4 – Meciul vieții este un film de acțiune cu arte marțiale din 1994 regizat de Albert Pyun, al patrulea din seria de filme Kickboxer.

## Distribuție
- Sasha Mitchell - David Sloane
- Nicholas Guest - DEA Agent Casey Ford
- Brad Thornton - Lando Smith
- Thom Mathews - Bill
- Kamel Krifa - Tong "The Tiger" Po
- Michele Krasnoo - Megan Laurence
- Deborah Mansy - Vicky Sloane
- Jill Pierce - Darcy Cove
- Nicholas Anthony - Brubaker
- Derek Partridge - Bob "Mexican Bob"
- Burton Richardson - Thomas
- Terri Conn - Eliza
- Jackson D. Kane - Warden